# پرجینه والسوجانا
پرجینه والسوجانا (به ایتالیایی: Pergine Valsugana) یک کومونه در ایتالیا است که در ترنتینو واقع شده‌است. پرجینه والسوجانا ۵۴٫۴ کیلومتر مربع مساحت و ۲۰٬۴۷۴ نفر جمعیت دارد و ۴۹۰ متر بالاتر از سطح دریا واقع شده‌است.

## خواهرخوانده
شهرهای آمشتتن و Pergine Valdarno خواهرخوانده‌های پرجینه والسوجانا هستند.